# Robert McHenry
Robert Dale McHenry (San Luis, Misuri, 30 de abril de 1945) es autor de obras principalmente biográficas y fue vicepresidente y redactor jefe de la Encyclopædia Britannica a partir de 1992 a 1997.  
En un artículo 2004, "la enciclopedia basada en la Fe", McHenry hizo varias críticas de la estructura de Wikipedia. La base de su discusión puede ser resumida como sigue: cualquiera puede corregir Wikipedia, no importa cuál sea su cualificación. Consecuentemente, incluso un artículo bien escrito tenderá a degradarse en un cierto plazo a la vez que la gente ignorante o incompetente haga posteriores alteraciones. En consecuencia, puso en duda que Wikipedia llegue alguna vez a convertirse en una fuente fiable de información. McHenry utilizó el artículo de Wikipedia sobre Alexander Hamilton para ilustrar su punto de vista.
- Datos: Q1347030